# Paul Pogba
Paul Labile Pogba (Lagny-sur-Marne, Franciaország, 1993. március 15. –) világbajnok és Európa-bajnoki ezüstérmes guineai származású francia labdarúgó, az AS Monaco középpályása. 2009-ben a Le Havre csapatától igazolt Angliába, a transzfer nemzetközi botrányt okozott, mivel a francia klub vezetői szerint a manchesteriek a beleegyezésük nélkül folytattak tárgyalásokat vele. Pogbát ekkor hat hónapra eltiltották a válogatottbeli szerepléstől.
2012-ben az olasz Juventushoz szerződött és egymást követő négy bajnoki címhez, valamint két kupagyőzelemhez és két Szuperkupa-győzelemhez segítette a torinói csapatot. Ebben az időben Európa legtehetségesebb fiatal középpályásai között emlegették, 2013-ban Golden Boy-díjat, 2014-ben pedig Bravó-díjat nyert, valamint a The Guardian beválasztotta a tíz legígéretesebb fiatal labdarúgója közé. 2015-ben Bajnokok Ligája döntőt játszott és vesztett csapatával a Barcelona ellen. 2016 nyarán világrekordnak számító 105 millió euróért igazolt vissza a Manchester Unitedhez, majd 2022 nyarán ingyen visszaigazolt a Juventus csapatához.

## Fiatal évei
Pogba guineai szülők gyermekeként született Párizs egyik keleti elővárosában, muszlim vallású családban, Lagny-sur-Marne-ban. Két bátyja van, mindketten labdarúgók. Idősebbik bátyja, Florentin jelenleg az ATK Mohun Bagan Fc-ben játszik, Mathias pedig a az ASM Belfort játékosa és guineai válogatott. Florentin 2010-ben, egy barátságos mérkőzésen pályára lépett a guineai válogatottban, de később a franciák mellett döntött, az U20-as és az U21-es francia válogatottban is játszott már.
Pogba hatévesen tíz kilométerre szülővárosától, a Roissy-en-Brie-ben kezdte pályafutását, majd hét szezon után az US Torcyhoz igazolt. Itt mindössze egy idényt töltött, ezután került a Le Havre AC 16 éves korosztályának bajnokcsapatához, amelynek kapitánya volt.

## Pályafutása

### Kezdeti évek
Pogba szülővárosához közel, az amatőr Roissy-en-Brie-ben kezdett el futballozni hatéves korában. Hét évet töltött a csapatnál, majd a Torcyhoz került, ahol az U13-as csapat csapatkapitánya lett. Egy év után leigazolta a profi Le Havre, ahol második évében az U16-osok csapatkapitánya lett, és a nemzeti U16-os bajnokság második helyére vezette a csapatot. Többek között a Lyon és a Nancy korosztályos csapatait is megelőzték. Több korosztályos francia válogatottban is pályára lépett, ekkor figyelt fel rá több külföldi csapat is. Az angol Arsenal és a Liverpool mellett az olasz Juventus is szerette volna megszerezni.

### Manchester United
2009. július 31-én Pogba bejelentette, hogy a Manchester United ifiakadémiáján folytatja pályafutását. Ez nagy felháborodást váltott ki a Le Havre vezetőiből, mivel őket nem kereste meg az angol klub a játékossal kapcsolatban. A francia csapat közleményt adott ki, melyben élesen bírálta a Manchester Unitedet és Pogba családját, az egyesület elöljárói a FIFA-nál is feljelentést tettek a manchesteriek ellen. A szövetség felmentette az angolokat, akik ekkorra már megegyeztek a Le Havre-ral, így a pereskedés nem folytatódott.
A középpályás hivatalosan 2009. október 6-án lett a United játékosa. Négy nappal később, egy Crewe Alexandra ellen 2-1-re elvesztett mérkőzésen debütált az U18-as csapatban. A szezon hátralévő részében 19 alkalommal volt kezdő és hét gólt szerzett, csapata első helyen végzett a csoportjában, de a bajnoki címért folyó rájátszás elődöntőjében tizenegyesekkel alulmaradt az Arsenal fiataljaival szemben. A 2010/11-es idény első három hónapját még az U18-as csapatban töltötte, majd felkerült a tartalékok közé. Ott 2010. november 2-án, egy Bolton Wanderers elleni 3-1-es siker alkalmával mutatkozott be.
2011. január 10-én látványos, távoli gólt szerzett a Portsmouth ellen, az FA Youth Cup harmadik körében.
Egy hónappal később, a West Bomwich Albion ellen is hasonlóan nagy gólt lőtt.
Pogba 2011. február 19-én egyike volt azon négy játékosnak, akiket Sir Alex Ferguson felvitt az első csapat keretéhez a Crawley Town elleni FA Kupa-mérkőzésre. Ekkor mezszámot is kapott a felnőtt csapatban, a 42-es szerelés lett az övé. Végig a cserepadon ült, nem léphetett pályára, csakúgy, mint három nappal később, a Wolverhampton Wanderers elleni bajnokin. Ebben az idényben nem akadt több lehetősége az első csapatban való bemutatkozásra, a hátralévő hónapokban az U18-as és a tartalék csapatot segítette. A Chelsea elleni elődöntőben szerzett fontos góljának is köszönhetően az ifikkel megnyerte a Manchester United történetének tizedik FA Youth Cupját.
A 2011/12-es szezon előtt Ferguson megígérte, hogy lehetőséget fog adni Pogbának a bizonyításra a felnőtt csapatban. Az idény elejét a fiatal francia véglegesen is felkerült a tartalék csapathoz, az U18-asoknál ettől kezdve nem lépett pályára. 2011. augusztus 25-én góllal vette ki a részét a Swansea City tartalékainak 6-0-s legyőzéséből. Szeptember 19-én, a Leeds United elleni Ligakupa-mérkőzésre ismét felkerült a felnőtt csapathoz.Ferguson a mérkőzés előtt úgy nyilatkozott, szeretné pályára küldeni Pogbát. Így is lett, a 3-0-ra megnyert mérkőzésen a középpályás a félidőben csereként pályára lépett, ezzel bemutatkozva az első csapatnál. 2011. október 25-én, az Aldershot Town ellen is játszott a Ligakupában.
A Premier League-ben 2012. január 31-én, a Stoke City ellen debütált, amikor a 72. percben csereként váltotta Javier Hernándezt. Március 11-én, a West Bromwich Albion ellen is csereként játszott a bajnokságban. Négy nappal később a nemzetközi porondon is lehetőséget kapott, az Athletic Bilbao ellen 2-1-re elveszített Európa-liga-mérkőzésen lépett pályára csereként. Csapata összesítésben 5-3-as vereséget szenvedett és kiesett a kupából.

### Juventus

#### 2012–2014

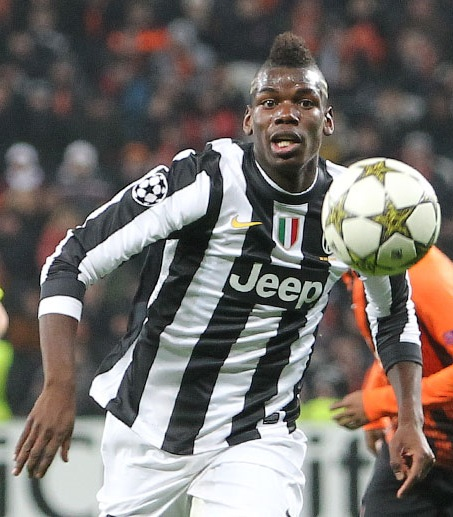
Pogba a Juventus mezében 2012-ben

2012. július 3-án Sir Alex Ferguson megerősítette, hogy Pogba a Juventus-ban folytatja pályafutását.
Fergusont vádolják a United szurkolói, hogy hagyta elmenni.
"Én mindenkivel tiszteletreméltó voltam, mégsem számoltak velem hosszú távon. Elégedett vagyok, a folytatással..." -nyilatkozta akkor Pogba. Július 27-én a Juventus megerősítette a saját hivatalos honlapján, hogy Pogba átesett az orvosi vizsgálaton. Augusztus 3-án fejeződtek be a tárgyalások, amikor aláírta a négyéves szerződését.
Első mérkőzését augusztus 1-én játszotta a Juventusban, egy barátságos mérkőzésen Genfben, a Benfica ellen. Ekkor a 78. percben lépett pályára Pirlo helyett.
Első Serie A-s mérkőzését 2012. szeptember 22-én játszotta a Chievo ellen.(Végíg játszotta a kilencven percet)
Október 2-án pályára lépett a Bajnokok Ligájában is, a Shakhtar Donetsk ellen. Első gólját október 20-án szerezte a Napoli ellen, amit a Juventus 2-0-ra meg is nyert.
Október 31-én a Bologna ellen megszerezte a második gólját is.
Ekkor a La Repubblica, az Il Messaggero és a La Gazzetta dello Sport a legtehetségesebb fiatal játékosnak nevezték Pogbat.
2013. január 19-én két gólt szerzett az Udinese ellen.  Egyik gólját 45 méterről szerezte egy bomba lövéssel.
2013. augusztus 18-án a Juventus 4-0 ra verte a Laziót az Olasz Szuper Kupa döntőjében. Pogba ekkor is eredményes volt, és a meccs embere lett.
Decemberben megkapta a Golden Boy díjat, mint az év legjobb fiatal játékosa.

#### 2014–2016

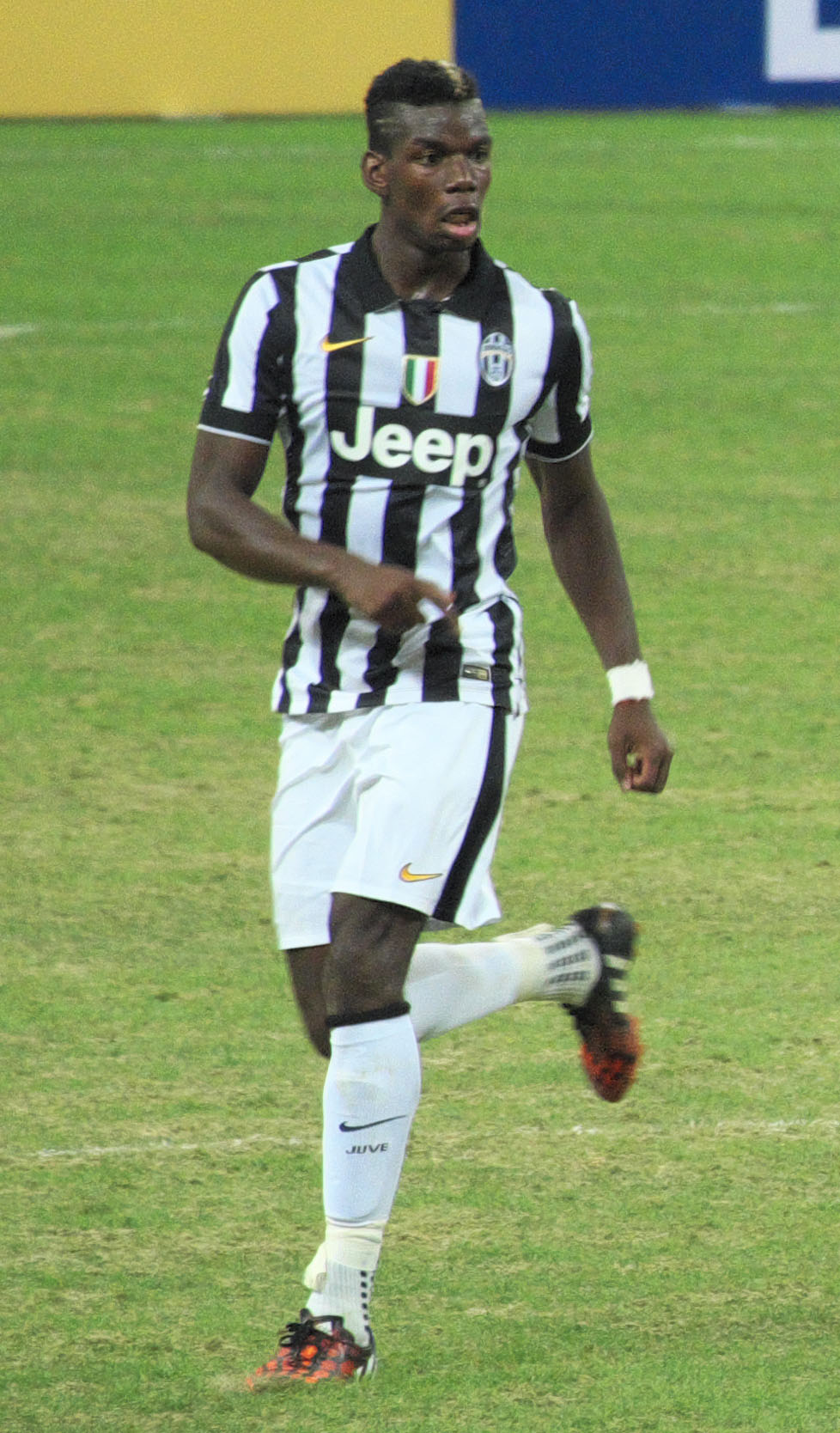
Pogba a Juventus mezében 2014-ben

2014 januárjában az angol The Guardian a legjobb fiatal játékosnak nevezte.
Ez év elejétől alap emberré vált a Juventusban Antonio Conte irányítása alatt.
A Juventus bajnok lett, és a Bajnokok Ligájában a legjobb négy közé jutott.
Ez év szeptemberében Massimiliano Allegrit nevezték ki a Juventus új menedzserének.
Október 29-én Pogba meghosszabbította szerződését a Juventusszal így jelenlegi évi fizetése 4,5 millió €.
2014 év végén megkapta a Bravo Award díjat az olasz Il Guerin Sportivo-tól, mint a legjobb 23 év alatti játékos.
2015. január 15-én megszerezte első gólja a Coppa Italia-ban is a Verona ellen, melyet a Juventus 6-1-re nyert meg. Február 24-én a Dortmund elleni mérkőzésen megsérült, ekkor két hónapig nem játszhatott.
Májusban a Juventus bejutott a Bajnokok Ligája döntőjébe, kiejtve a Real Madridot az elődöntőben 3-2-es összesítéssel.
A döntőben június 6-án 3-1-re elvérzett a Barcelonával szemben a Berlini Olimpiai Stadionban.
2015 júliusában az UEFA a tíz legértékesebb játékosok közé sorolta Pogbat.
A 2015-16-os szezonban Pogba a legendássá vált 10-es mezt választotta (a 6-os után), Carlos Tevez, Alessandro Del Piero, Roberto Baggio, és Michel Platini után.
Október 31-én 100. Serie A-s mérkőzését játszodta a Torino elleni derbin, melyet a Juventus 2-1 arányban megnyert.
November 24-én az UEFA beválasztotta őt a 2015-ős év legjobb csapatába.

### Újra Manchester United

#### 2016–2017

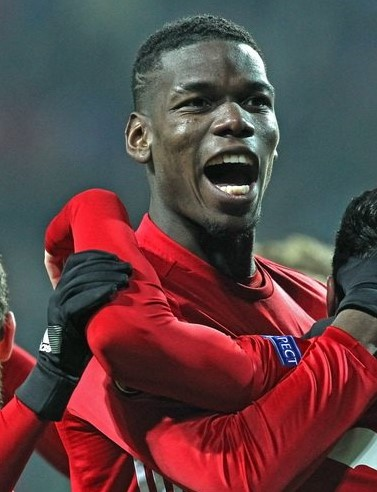
Pogba a Manchester United mezében 2016-ban

Hosszas huza-vona után a Manchester United hivatalos honlapján jelentette be, hogy Pogba négy év után visszatér az angol Vörös Ördögökhöz, ötéves szerződést aláírva. A United 105 millió eurós új világrekordot jelentő összeget fizetett ki érte. Ezzel akkor ő számított a világ legdrágább játékosának, de egy év múlva, 2017. augusztus 3-án a Paris Saint-Germain 222 000 000 euróért igazolta le a brazil Neymart az Barcelonától.

### Újra Juventus
Azt követően, hogy 2022 nyarán visszatért a Juventus csapatához, sok sérüléstől szenvedett és alig játszott, mielőtt 2024 februárjában négy évre eltiltották volna doppingolás miatt. A tiltást az év októberében 18 hónapra csökkentették, lehetővé téve, hogy 2025 januárjában visszatérjen a pályára.

### AS Monaco
2025. június 28-án két évre szóló szerződést írt alá a francia AS Monaco csapatával.

## A válogatottban

### Utánpótlás

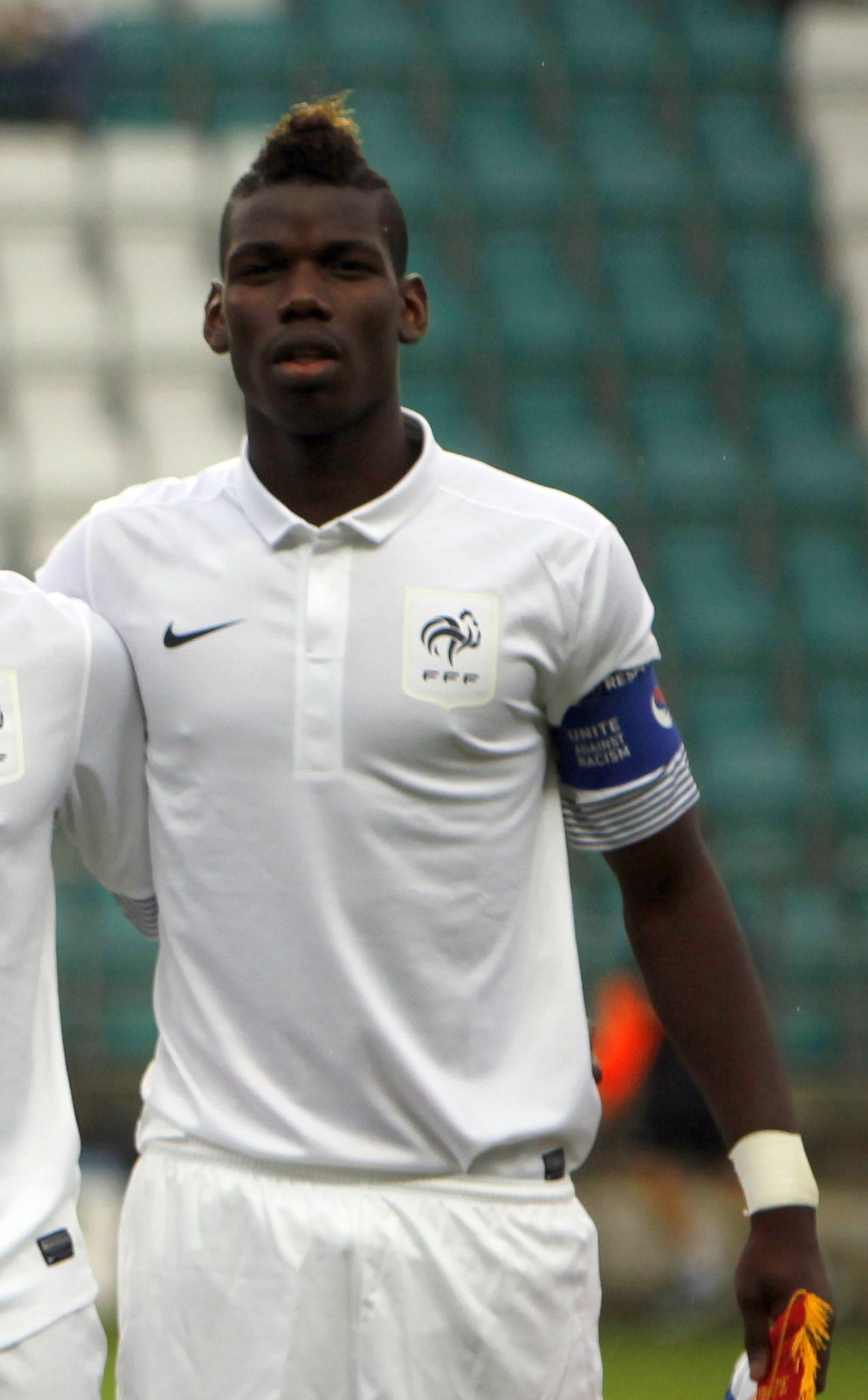
Pogba a Franciaország U19-es mezében 2012-ben

Pogba több korosztályos francia válogatottban is megfordult már. Először az U16-os csapatba kapott meghívót. Guy Ferrier edzőtől már azelőtt megkapta a csapatkapitányi karszalagot, hogy bemutatkozott volna az egyesületben. 2008. szeptember 23-án debütált az U16-osok között, Wales ellen. Csapata 4-2-re megnyerte a mérkőzést. Pogba kapitánysága alatt a franciák többek között legyőzték Uruguayt, Olaszországot és Írországot is. Első gólját 2009. január 31-én, Norvégia ellen szerezte.
Később a Le Havre-ral szembeni szerződésszegése miatt hat hónapra eltiltotta a válogatottságtól a Francia labdarúgó-szövetség. Büntetése lejárta után 2010. február 13-án, Anglia ellen debütált az U17-es nemzeti csapatban. Részt vett a 2010-es U17-es Eb-n, ahol a franciák mindkét gólját ő szerezte. Előbb Portugália ellen szerzett győztes gólt, majd az angolok elleni 2-1-re elvesztett mérkőzésen is betalált. A vereséggel a franciák búcsúztak a tornától. Ferrier távozása után Pogba ismét csapatkapitány lett.
2010. október 27-én, Görögország ellen bemutatkozhatott az U18-as francia válogatottban. U18-as szinten egyetlen gólját 2011. március 24-én, Németország ellen szerezte egy távoli lövésből. Szeptember 6-án két gólpasszal mutatkozott be az U19-es válogatottban, az olaszok ellen. 2012. február 29-én, Spanyolország ellen megszerezte első gólját.

### Felnőtt válogatottban
2013. március 22-én debütált a felnőtt válogatottban Grúzia ellen a 2014- vb selejtezőben. A 2013-as U20-as világbajnokságon aranyérmet nyert a francia válogatott csapatkapitányaként és őt választották a torna legjobb játékosának. A francia felnőtt válogatottban 2013. március 22-én lépett pályára először, a 2014-es világbajnokságon megválasztották a torna legjobb fiatal játékosának, csapatával pedig a negyeddöntőig jutott, míg a 2016-os hazai rendezésű Európa-bajnokságon egy gólt szerzett a döntőig menetelő, de ott a Portugália ellen alulmaradó nemzeti csapatban.

## Sikerei, díjai

### Klubokban
Juventus
- Olasz bajnok: 2012–13, 2013–14, 2014–15, 2015–16
- Olasz kupa: 2014–15, 2015–16
- Olasz szuperkupa: 2013, 2015
- UEFA-bajnokok ligája döntős: 2014–15

Manchester United
- Angol ligakupa: 2016–17
- Európa-liga: 2016–17[53]

### A válogatottban
Francia U20
- U20-as labdarúgó-világbajnokság: 2013

Franciaország
- Európa-bajnokság ezüstérmes: 2016
- Világbajnokság győztes: 2018

### Egyéni
- U20-as labdarúgó-világbajnokság aranylabdása: 2013
- Golden Boy-díj: 2013
- Labdarúgó-világbajnokság legjobb fiatal játékosa: 2014

## Statisztikái

### Klubokban
2023. március 5-én frissítve.
| Klub              | Szezon           | Bajnokság        | Bajnokság | Bajnokság | Kupa  | Kupa  | Ligakupa | Ligakupa | Európa | Európa | Egyéb | Egyéb | Összesen | Összesen |
| Klub              | Szezon           | Liga             | Mérk.     | Gólok     | Mérk. | Gólok | Mérk.    | Gólok    | Mérk.  | Gólok  | Mérk. | Gólok | Mérk.    | Gólok    |
| ----------------- | ---------------- | ---------------- | --------- | --------- | ----- | ----- | -------- | -------- | ------ | ------ | ----- | ----- | -------- | -------- |
| Manchester United | 2010–2011        | Premier League   | 0         | 0         | 0     | 0     | 0        | 0        | 0      | 0      | 0     | 0     | 0        | 0        |
| Manchester United | 2011–2012        | Premier League   | 3         | 0         | 0     | 0     | 3        | 0        | 1      | 0      | 0     | 0     | 7        | 0        |
| Manchester United | Összesen         | Összesen         | 3         | 0         | 0     | 0     | 3        | 0        | 1      | 0      | 0     | 0     | 7        | 0        |
| Juventus          | 2012–2013        | Serie A          | 27        | 5         | 2     | 0     | —        | —        | 8      | 0      | 0     | 0     | 37       | 5        |
| Juventus          | 2013–2014        | Serie A          | 36        | 7         | 0     | 0     | —        | —        | 14     | 1      | 1     | 1     | 51       | 9        |
| Juventus          | 2014–2015        | Serie A          | 26        | 8         | 4     | 1     | —        | —        | 10     | 1      | 1     | 0     | 41       | 10       |
| Juventus          | 2015–2016        | Serie A          | 35        | 8         | 5     | 1     | —        | —        | 8      | 1      | 1     | 0     | 49       | 10       |
| Juventus          | összesen         | összesen         | 124       | 28        | 11    | 2     | —        | —        | 40     | 3      | 3     | 1     | 178      | 34       |
| Manchester United | 2016–2017        | Premier League   | 30        | 5         | 2     | 0     | 4        | 1        | 15     | 3      | —     | —     | 51       | 9        |
| Manchester United | 2017–2018        | Premier League   | 27        | 6         | 3     | 0     | 1        | 0        | 5      | 0      | 1     | 0     | 37       | 6        |
| Manchester United | 2018–2019        | Premier League   | 35        | 13        | 3     | 1     | 0        | 0        | 9      | 2      | —     | —     | 47       | 16       |
| Manchester United | 2019–2020        | Premier League   | 16        | 1         | 2     | 0     | 1        | 0        | 3      | 0      | —     | —     | 22       | 1        |
| Manchester United | 2020–2021        | Premier League   | 26        | 3         | 2     | 0     | 3        | 1        | 11     | 2      | —     | —     | 42       | 6        |
| Manchester United | 2021–2022        | Premier League   | 20        | 1         | 1     | 0     | 0        | 0        | 6      | 0      | —     | —     | 27       | 1        |
| Manchester United | Összesen         | Összesen         | 154       | 29        | 13    | 1     | 9        | 2        | 49     | 7      | 1     | 0     | 226      | 39       |
| Juventus          | 2022–2023        | Serie A          | 2         | 0         | 0     | 0     | —        | —        | 0      | 0      | —     | —     | 2        | 0        |
| Juventus          | Összesen         | Összesen         | 2         | 0         | 0     | 0     | —        | —        | 0      | 0      | 0     | 0     | 2        | 0        |
| Karrier összesen  | Karrier összesen | Karrier összesen | 283       | 57        | 24    | 3     | 12       | 2        | 90     | 10     | 4     | 1     | 413      | 73       |

### A válogatottban
2022. március 19-én frissítve.
| Nemzet        | Év       | Mérkőzés | Gól |
| ------------- | -------- | -------- | --- |
| Franciaország | 2013     | 7        | 1   |
| Franciaország | 2014     | 15       | 4   |
| Franciaország | 2015     | 5        | 0   |
| Franciaország | 2016     | 17       | 3   |
| Franciaország | 2017     | 5        | 0   |
| Franciaország | 2018     | 15       | 2   |
| Franciaország | 2019     | 5        | 0   |
| Franciaország | 2020     | 6        | 0   |
| Franciaország | 2021     | 14       | 1   |
| Franciaország | 2022     | 2        | 0   |
| Összesen      | Összesen | 91       | 11  |

### Góljai a válogatottban
2022. március 19-én frissítve.
| #  | Dátum                | Helyszín                                              | Mérkőzés | Ellenfél         | Gól | Végeredmény | Verseny                                    |
| -- | -------------------- | ----------------------------------------------------- | -------- | ---------------- | --- | ----------- | ------------------------------------------ |
| 1  | 2013. szeptember 10. | Központi stadion, Homel, Fehéroroszország             | 3        | Fehéroroszország | 4–2 | 4–2         | 2014-es labdarúgó-világbajnokság-selejtező |
| 2  | 2014. május 27.      | Stade de France, Saint-Denis, Franciaország           | 9        | Norvégia         | 1–0 | 4–0         | Barátságos mérkőzés                        |
| 3  | 2014. június 30.     | Estádio Nacional de Brasília, Brazíliaváros, Brazília | 15       | Nigéria          | 1–0 | 2–0         | 2014-es labdarúgó-világbajnokság           |
| 4  | 2014. szeptember 7.  | Partizan Stadion, Belgrád, Szerbia                    | 18       | Szerbia          | 1–0 | 1–1         | Barátságos mérkőzés                        |
| 5  | 2014. október 11.    | Stade de France, Saint-Denis, Franciaország           | 19       | Portugália       | 2–0 | 2–1         | Barátságos mérkőzés                        |
| 6  | 2016. július 3.      | Stade de France, Saint-Denis, Franciaország           | 36       | Izland           | 2–0 | 5–2         | 2016-os labdarúgó-Európa-bajnokság         |
| 7  | 2016. október 10.    | Amsterdam Arena, Amszterdam, Hollandia                | 42       | Hollandia        | 1–0 | 1–0         | 2018-as labdarúgó-világbajnokság-selejtező |
| 8  | 2016. november 11.   | Stade de France, Saint-Denis, Franciaország           | 43       | Svédország       | 1–1 | 2–1         | 2018-as labdarúgó-világbajnokság-selejtező |
| 9  | 2018. március 27.    | Kresztovszkij Stadion, Szentpétervár, Oroszország     | 51       | Oroszország      | 2–0 | 3–1         | Barátságos mérkőzés                        |
| 10 | 2018. július 15.     | Luzsnyiki Stadion, Moszkva, Oroszország               | 60       | Horvátország     | 3–1 | 4–2         | 2018-as labdarúgó-világbajnokság (döntő)   |
| 11 | 2021. június 28.     | Arena Națională, Bukarest, Románia                    | 84       | Svájc            | 3–1 | 3–3 (h.u.)  | 2020-as labdarúgó-Európa-bajnokság         |

## Fordítás
- Ez a szócikk részben vagy egészben  a   Paul Pogba című angol Wikipédia-szócikk fordításán alapul.  Az eredeti cikk szerkesztőit annak laptörténete sorolja fel. Ez a jelzés csupán a megfogalmazás eredetét és a szerzői jogokat jelzi, nem szolgál a cikkben szereplő információk forrásmegjelöléseként.